# Lekebergs kommun
59°10′N 14°52′Ø / 59.167°N 14.867°Ø
Lekeberg kommune ligger i landskapet Närke i det svenske län Örebro län. Kommunens administrationscenter ligger i byen Fjugesta.
I kommunen ligger Riseberga klosterruin.

## Byer
Lekeberg kommune har tre byer.
Indbyggere pr. 31. december 2005.
| #  | By         | Indbyggere |
| -- | ---------- | ---------- |
| 1. | Fjugesta   | 2.063      |
| 2. | Mullhyttan | 487        |
| 3. | Lanna*     | 368        |

- * En mindre del av Lanna ligger i Örebro kommune.

## Eksterne kilder og henvisninger
- Wikimedia Commons har flere filer relateret til Lekebergs kommun
- ”Kommunarealer den 1. januar 2012” (Excel). Statistiska centralbyrån.